# Ремизов, Алексей Иванович
Алексей Иванович Ремизов (14 октября 1924 — 1 мая 1973) — техник Московского протезно-ортопедического предприятия.
Родился в 1924 году в селе Жильцово Кимрского района Тверской области. Окончил семилетнюю школу (1941) и школу рабочей молодёжи (1944).
С 1941 года — на Московском протезно-ортопедическом предприятии (МПОП): ученик слесаря, слесарь, техник.
С середины 1950-х годов совместно с учёными ЦНИИ протезирования и протезостроения МЗ СССР работал над созданием биоуправляемых протезов, в 1957 году изготовил первый макетный образец.
В 1969 году награждён орденом Трудового Красного Знамени.
В 1970 году в составе коллектива удостоен Государственной премии СССР в области техники за участие в создании протеза предплечья с биоэлектрическим управлением.